# Paragia australis
Paragia australis är en stekelart som beskrevs av Henri Saussure 1853. Paragia australis ingår i släktet Paragia och familjen Masaridae. Utöver nominatformen finns också underarten P. a. borealis.